# 1938 en Suisse
Chronologie de la Suisse
- 1934
- 1935
- 1936
- 1937
- 1938
- 1939
- 1940
- 1941
- 1942

Chronologie de la Suisse
1937 en Suisse - 1938 en Suisse - 1939 en Suisse

## Gouvernement au1erjanvier 1938
- Conseil fédéral[1]:
  - Johannes Baumann PRD, président de la Confédération
  - Philipp Etter PDC, vice-président de la Confédération
  - Giuseppe Motta PDC
  - Hermann Obrecht PRD
  - Rudolf Minger UDC
  - Marcel Pilet-Golaz PRD
  - Albert Meyer PRD

## Évènements

### Janvier
Samedi 1er janvier 
- Entrée en vigueur de la réorganisation militaire. L’Armée est renforcée.
- Décès à Lausanne, à l’âge de 65 ans, d’Alice Bailly, peintre.

 Jeudi 27 janvier 
- Ouverture de l’aérodrome de Samedan (GR).

### Février
Dimanche 20 février 
- Votations fédérales. Le peuple approuve, par 574 991 oui (91,6 %) contre 52 827 non (8,4 %), la modification de la constitution consacrant la reconnaissance du romanche comme langue nationale.
- Votations fédérales. Le peuple rejette, par 488 195 non (84,8 %) contre 87 638 oui (15,2 %), l’Initiative populaire « Contre la clause d'urgence et pour la sauvegarde des droits démocratiques populaires ».
- Votations fédérales. Le peuple rejette, par 419 013 non (73,2 %) contre 65 938 oui (11,5 %), l’Initiative populaire « contre l'industrie privée des armements », mais approuve le contre-projet du Conseil fédéral par 394 052 oui (68,8 %) contre 149 025 non (26,0 %).

### Mars
Samedi 5 mars 
- Début des Championnats du monde de ski alpin à Engelberg (OW).

 Vendredi 18 mars 
- La Suisse reconnaît l’annexion de l’Autriche.

 Lundi 21 mars 
- Au cours d’une séance solennelle, le Conseil fédéral et l’Assemblée fédérale proclament la volonté de la Suisse de maintenir son indépendance et son intégrité territoriale.

### Avril
Vendredi 1er avril 
- Mise en vente des premières boîtes de café instantané Nescafé.

### Mai
Lundi 9 mai 
- Le Conseil de la Société des Nations reconnaît que la neutralité intégrale de la Suisse n’est pas incompatible avec les dispositions du pacte.

 Dimanche 15 mai 
- Fondation à Zurich de l’Union Schwyzertütsch, association dont le but est d’œuvre au maintien des dialectes suisses alémaniques.

 Mercredi 18 mai 
- Décès à Küsnacht (ZH), à l’âge de 74 ans, de Hans Behn-Eschenburg, constructeur de moteurs pour les locomotives électriques.

 Samedi 14 mai 
- Le Conseil de la Société des Nations délie la Suisse des engagements du Pacte qui concernent les sanctions économiques. La Suisse retrouve ainsi sa neutralité intégrale.

 Samedi 28 mai 
- Première de Mathis le peintre, opéra de Paul Hindemith, au théâtre de Zurich.

### Juin
Lundi 13 juin 
- Décès à Sèvres (F), à l’âge de 77 ans, du physicien Charles Édouard Guillaume, lauréat du prix Nobel de physique en 1920.

 Mercredi 15 juin 
- Suicide à Davos (GR), à l’âge de 58 ans, du peintre allemand Ernst Ludwig Kirchner.

### Juillet
Dimanche 3 juillet 
- Votations fédérales. Le peuple approuve, par 358 438 oui (53,5 %) contre 312 030 non (46,5 %), le Code pénal suisse.
- Décès à Vevey (VD), à l’âge de 93 ans, de l’architecte Benjamin Recordon.

 Dimanche 24 juillet 
- Les alpinistes allemands Heinrich Harrer, Anderl Heckmair et Ludwig Vörg gravissent pour la première fois la paroi nord de l’Eiger.

### Août
Jeudi 11 août 
- Le Conseil fédéral interdit toute activité au Conseil slovaque de Genève, ainsi que la parution du journal Croatipress qui attaque les États tchécoslovaque et yougoslave.

 Vendredi 12 août 
- Inauguration de l’aéroport de Lugano-Agno (TI).

 Samedi 14 août 
- L’Italien Giovanni Valetti remporte le Tour de Suisse cycliste.

 Jeudi 18 août 
- Fondation à Bâle de la Société du Sport-Toto dans le but d’organiser des concours de pronostics et de mettre les bénéfices à disposition du sport suisse.

 Samedi 27 août 
- Quatre avions de reconnaissance militaires s’écrasent à Muotathal (SZ). Six pilotes et un mécanicien perdent la vie.

### Septembre
Vendredi 16 septembre 
- Premier numéro de l’hebdomadaire politique et culturel La Semaine, publié à Genève.

 Jeudi 29 septembre 
- Accord germano-suisse sur les visas.

### Octobre
Samedi 1er octobre 
- Décès à Genève, à l’âge de 58 ans, de l’architecte Julien Flegenheimer.

 Mardi 4 octobre 
- Le Conseil fédéral approuve l'accord passé avec l'Allemagne sur l'introduction du tampon "J" dans les passeports des Juifs allemands.

 Vendredi 7 octobre 
- Le Conseil fédéral interdit le Journal des Nations, un journal étranger antifasciste, pour avoir traité de « charcutiers » les signataires des Accords de Munich.

 Jeudi 27 octobre 
- Décès à Lausanne, à l’âge de 80 ans, de l’ingénieur Constant Butticaz, constructeur d’aménagements hydro-électriques.

### Novembre
Dimanche 6 novembre 
- Inauguration à Lugano (TI), du studio de la Radio suisse italienne.

 Mercredi 9 novembre 
- Le Neuchâtelois Maurice Bavaud rate une tentative d'assassiner Adolf Hitler, lors d’une parade commémorative à Munich. Il sera arrêté trois jours plus tard.

 Vendredi 25 novembre 
- La durée des écoles de recrues passe de trois à quatre mois.

 Dimanche 27 novembre 
- Votations fédérales. Le peuple approuve, par 509 387 oui (72,3 %) contre 195 538 non (27,7 %), l’arrêté fédéral concernant le régime transitoire des finances fédérales.

### Décembre
Jeudi 8 décembre 
- Décès à Nervi (Ita), à l’âge de 42 ans, de l’écrivain Friedrich Glauser.

 Jeudi 15 décembre 
- Election au Conseil fédéral de Ernst Wetter (PRD).

 Mardi 27 décembre 
- Décès à Langenthal (BE), à l’âge de 70 ans, de l’industriel Arnold Spychiger, fondateur d’une fabrique de porcelaine.